# Crossing Over (Film)
Crossing Over ist ein Spielfilm von Wayne Kramer aus dem Jahr 2009. Das Werk handelt von einzelnen Personen und Familien, die sich in den USA legal oder illegal aufhalten. Eine Hauptrolle im Film spielt dabei Harrison Ford als Max Brogan, der für die Einwanderungsbehörde arbeitet und immer wieder versucht, den Einwanderern zu helfen. Episodenartig fügen sich die verschiedenen Handlungsstränge der Personen und ihre Schicksale nach und nach zusammen.
Wayne Kramer, selbst Einwanderer aus Südafrika, hat seinen gleichnamigen Kurzfilm von 1995 neu verfilmt und ist sowohl Produzent, Regisseur als auch Drehbuchautor. Der Film wurde 2007 in Los Angeles gedreht. Der Film hatte am 27. Februar 2009 in den USA Premiere. Der deutsche Kinostart war am 25. Juni 2009.

## Handlung
Jeden Tag versuchen Immigranten aus aller Welt, in Los Angeles ein neues Zuhause zu finden. Doch Ausländer, die eine Aufenthaltsgenehmigung für die USA beantragen, haben nicht selten große Schwierigkeiten mit der Bürokratie. Max Brogan ist ein Beamter im Außendienst der Einwanderungsbehörde. Mit regelmäßigen Razzien in Fabriken fassen er und seine Kollegen illegal in die USA eingewanderte Migranten. Bei einer dieser Razzien trifft er auf Mireya Sanchez, die ihn anfleht, sie nicht festzunehmen. Trotz schlechten Gewissens muss er sie auf Druck eines Kollegen dennoch verhaften. Mireya gibt ihm einen Zettel, auf dem steht, wo ihr Sohn lebt.
Brogan wird von seinem Gewissen geplagt. Er holt den Sohn ab und bringt ihn zu Mireyas Eltern nach Mexiko. Dort erfährt er, dass Mireya zwar ausgewiesen wurde, jedoch nicht wieder bei ihren Eltern war. Sie wolle wieder in die USA einreisen, um ihren Sohn nachzuholen. Brogan versucht alles, um Mireya in den USA zu finden, jedoch ohne Erfolg.
Cole Frankel ist Beamter im Innendienst der Einwanderungsbehörde. Seine Frau Denise ist Anwältin für Einwanderungsrecht und für die Vergabe von Green Cards zuständig. Cole neigt dazu, seine Position für private Zwecke zu missbrauchen. Vor dem Gebäude der Einwanderungsbehörde wird er in einen Autounfall mit Claire Shepard verwickelt, die eine Filmkarriere in Hollywood anstrebt. Sie erzählt ihm von ihren Problemen mit der Green Card, der Aufenthaltsgenehmigung und Arbeitserlaubnis. Frankel bietet ihr an, ihren Antrag auf eine Green Card zu genehmigen, wenn sie ihm im Gegenzug sexuell gefällig ist. Claire lässt sich darauf ein. Als Frankel nach einiger Zeit ankündigt, seine Frau verlassen und einen Neuanfang mit ihr wagen zu wollen, gibt Claire ihm jedoch ihre Abneigung gegen ihn zu verstehen. Frankel verspricht ihr daraufhin, dass sie ihn nie wieder sehen und ihre Green Card mit der Post bekommen werde.
Claires Freund Gavin Kossef möchte sich ebenfalls eine Existenz in den USA aufbauen. Er ist Musiker und stammt aus einer jüdischen Familie, bezeichnet sich selbst jedoch als Atheist. Durch Kontakte erhält er die Möglichkeit, sich für eine Stelle an einer jüdischen Schule zu bewerben, wodurch er sich ein Aufenthaltsrecht in den USA sichern könnte. Obwohl er kein Hebräisch spricht, besteht er die Prüfung mit Hilfe eines anwesenden Rabbiners. Als Gavin durchschaut, auf welche Weise Claire versucht, an ihre Green Card zu gelangen, scheint die Beziehung beendet und die beiden sehen sich nicht wieder.
Die muslimische Schülerin Taslima Jahangir hält in ihrer Klasse ein Referat über die Attentäter des 11. September und bekundet darin ein gewisses Verständnis für die Täter. Ihre Mitschüler sind empört und verspotten sie. Kurze Zeit später stehen Beamte von FBI und Einwanderungsbehörde vor ihrer Tür. Sie steht unter dem Verdacht, terroristische Absichten zu haben. Da sie und ebenso ihre Eltern, im Gegensatz zu den beiden jüngeren Geschwistern, keine US-amerikanischen Staatsbürger sind, steht ihnen die Abschiebung bevor. Taslimas Eltern handeln mit Hilfe der Anwältin Denise aus, dass ihr Vater mit ihren Geschwistern bleiben darf, Taslima und ihre Mutter das Land jedoch verlassen müssen. Unter Tränen verlässt sie mit ihrer Mutter die USA vom Flughafen Los Angeles.
Yong Kim aus Südkorea ist mit seinen Eltern, seinem Bruder und seiner Schwester in die USA eingewandert und steht wenige Tage vor seiner offiziellen Einbürgerung. Er ist gesetzestreu, bis er in eine koreanische Jugendgruppe gerät, die ihn zwingt, bei einem Raubüberfall mitzumachen. Mit Waffen überfällt die Gang einen Schnapsladen in Koreatown, in dem zufällig gerade Hamid Baraheri einkauft. Hamid ist ein Sohn iranischer Einwanderer und Max Brogans Partner bei der Einwanderungspolizei. Sein Vater steht kurz vor der offiziellen Einbürgerung. Als ein Gangmitglied den Besitzer erschießt, greift Hamid zur Waffe. Dabei erschießt er alle Gangmitglieder bis auf Yong. Als ihm klar wird, dass Yong zu dem Überfall überredet wurde und niemanden verletzen wollte, ermöglicht er ihm die Flucht und deckt ihn.
Tage zuvor bereits wurden Hamid Baraheris Schwester und ihr Freund ermordet, was ihn sehr belastet. Der Freund der Schwester betrieb einen Kopiershop und handelte zudem auch mit falschen Aufenthaltspapieren, weswegen er auch von Claire aufgesucht worden war. Als er Max Brogan davon berichtet, stellt Max sogleich Ermittlungen an, um seinem Partner und Freund zu helfen. Dabei kommt heraus, dass Hamid Baraheris Bruder der Täter ist. Er konnte es nicht ertragen, dass seine Schwester mit einem verheirateten Latino eine Affäre hatte. Hamid Baraheris Bruder wird während der Einbürgerungsfeier seines Vaters verhaftet und abgeführt.
Frankels Machenschaften fliegen auf, Frankel wird verhaftet und Claire Shepard in ihre Heimat Australien ausgewiesen. Mireya Sanchez ist bei dem Versuch, illegal über die Grenze in die USA zu gelangen, umgekommen. Max Brogan überbringt ihren Eltern die traurige Nachricht persönlich.

## Kritiken
- „Manche Handlungsstränge – besonders der von Ford – sind packend und spannend erzählt, werden aber unterminiert von dem albernen Zwang, dass sich die Geschichten immer irgendwann kreuzen und beeinflussen müssen.“ (Der Spiegel)[3]
- „Vieles reißt Wayne Kramer nur an. Aber von diesen kleinen, geschickt aufs Wesentliche reduzierten Splittern, die einzelne Facetten und Schwachstellen des Systems spiegeln, geht eine enorme Wirkung aus. Die Verbindungen zwischen den einzelnen Erzählungen ergeben sich ganz selbstverständlich, und die Leerstellen kann jeder Betrachter selbst füllen. Zudem lässt Kramer jede seiner Figuren zu ihrem Recht kommen. Er verurteilt nicht, aber er verleugnet auch die Schuld nicht, die jeder in dieser kaputten Welt auf sich lädt.“ (Welt Online)[4]